# Grido
Grido is het derde strijkkwartet van Helmut Lachenmann. Het volgde twaalf jaar na Reigen seliger Geister, zijn tweede. Grido is Italiaans voor schreeuw, Grido is tevens een acroniem voor de toenmalige leden van het Arditti String Quartet:
- Graeme Jennings (viool)
- Rohan de Saram (cello)
- Irvine Arditti (viool)
- Dov Scheindlin (altviool).

## Geschiedenis
Lachenmann werd geconfronteerd met twee problemen bij het componeren van zijn derde strijkkwartet. Enerzijds is er altijd de wil om te vernieuwen, anderzijds moet niet zodanig vernieuwd worden dat men zich van het werk afkeert. Dit werd nog aangevuld met de eis van het Arditti String Quartet, de opdracht gaf voor dit werk, om in Grido meer klank te componeren dan in "Reigen", dat wel erg fluisterde en zuchtte. De totale opgave was wel wat vond Lachenmann zelf, die graag buiten platbewandelde paden treedt.

## Muziek
Het derder strijkkwartet sluit (eigenlijk) naadloos aan op zijn tweede.Qua basisklank is er niet zo veel gewijzigd, de vernieuwing zit het in het toevoegen van klassieke elementen. Het werk begint waar zijn tweede kwartet ophield, maar al na één minuut volgt er een lang aangehouden toon in de cellopartij. Deze heeft weliswaar de klank van een "normale" cellostem, maar is tegelijkertijd zo dissonant en afwijkend van de overige drie stemmen dat het nauwelijks opvalt. De muziek gaar verder en ontwikkelt kleine lijnen, die op een melodie lijken te wijzen, zonder dat die melodie er ook komt. Binnen alle toegepaste technieken (strijken, pizzicato, col legno, flautando etc.) zijn glissandi toegepast, omhoog en omlaag. Er zijn loopjes te ontdekken in de fragmentarische opzet.
Voorts heeft het werk een driedelige structuur. Een vrij luide eerste sectie, dan een rustiger tweede deel (meer als "Reigen") en dan een weer luider en drukker gedeelte. Het werk sluit af met een breuk in de muziek, een fortissimo tutti maakt een (vermoedelijk) eind aan het werk; de fluistering / zuchten komen terug om afgesloten te worden door een noot van de eerste viool, die opvallend tonaal klinkt.

## Première
Het werk is opdracht geschreven van het eerder genoemde Arditti SQ, het Melbourne Muziekfestival, de WDR, IRCAM en Centre Pompidou, de Salzburger Festspiele en het muziekfestival van Luzern. De première vond plaats in Melbourne. Daarna bewerkte Lachenmann het een beetje in 2002 waarna dus opnieuw een première volgde en wel op 27 april 2000, hetzelfde strijkkwartet in Witten.

## Discografie
- Uitgave Kairos : Arditti String Quartet, een opname van juni 2006 in het Beethoven-Haus te Bonn (tevens bron)